# Mihail Voicu (general)
Mihail A. Voicu (n. 2 februarie 1890, comuna Hângulești, județul Râmnicu-Sărat – d. 17 august 1961, Gherla) a fost un general român, care a luptat în al Doilea Război Mondial.

## Studii militare
- Școala de Ofițeri de Artilerie, Geniu și Marină (1910-1912);[1]
- Școala Superioară de Război (1919-1921).

## Evoluția în carieră

### Grade militare
A fost avansat, succesiv, la următoarele grade militare: sublocotenent în 1912, locotenent în 1915, căpitan în 1917, maior în 1920, locotenent-colonel în 1930, colonel în 1936.

### Funcții militare
Și-a început cariera drept comandant de pluton în Regimentul 16 Artilerie, Regimentul 2 Obuziere (1912-1916), apoi comandant de baterie în Regimentul 1 Artilerie Grea (1916- 1917). A primit funcții în Marele Cartier General (1917-1919). A fost numit profesor în Centrul de instrucție al artileriei-Mihai Bravu, comandant al Regimentului 35 Artilerie, Regimentului 2 Artilerie grea, Regimentului 24 Artilerie (1921-1938) După ce a fost șef serviciu în Marele Stat Major (1938-1939) a fost numit comandant al Brigăzii 5 Artilerie (1939-1942), comandant al artileriei Diviziei 21 Infanterie (1942), comandant al artileriei Corpului 4 Armată (1942-1943), comandant al Diviziei 14 Infanterie (21 martie 1943 - 14 octombrie 1944), comandant al Diviziei 2 Infanterie (24 octombrie 1944 - 12 mai 1945), locțiitor al comandantului Corpului 4 Armată Teritorial (1945-1946), funcții în Marele Stat Major (1946-1947).
A fost decorat la 27 ianuarie 1942 cu Ordinul „Coroana României” în gradul de Comandor. A fost înaintat la gradul de general de brigadă la 31 octombrie 1942.

### Campanii militare
A participat la campania din 1913 și la cele două războaie mondiale.
A fost decorat la 4 august 1945 cu Ordinul Militar „Mihai Viteazul” cu spade, clasa III, „pentru bravura și devotamentul de care a dat dovadă, în conducerea diviziei sale distingându-se în special în luptele din zilele de 14-23 Noemvrie 1944, reușind să cucerească în mod succesiv localitățile Tapio, Szecszo, Koka, Dand, Valko și Vacszentlazlo. A luat apoi contact cu inamicul la prima centură de apărare a Budapestei, unde deși puternic apărată, reușeste să spargă frontul inamic și să cucerească localitățile Kistar și Nagitarcsa, înlesnind
prin aceasta înaintarea altor M. U. din Comand. aliat, spre periferiile Budapestei”.
A fost înaintat la gradul de general de divizie la 16 aprilie 1947, cu vechimea de la 23 august 1945.
Generalul de divizie Mihail Voicu a fost trecut în cadrul disponibil la 9 august 1946, în baza legii nr. 433 din 1946, și apoi, din oficiu, în poziția de rezervă la 9 august 1947.

## În retragere
După ce câțiva mureșeni s-au retras în apropierea Munților Călimani și au încercat timid să constituie o formă de rezistență anticomunistă, periodic, Securitatea mureșeană primea de la Centrala Securității din București (DGSP) tabele nominale cu persoanele care – în situația că ar fi ajuns în raza ei de responsabilitate – trebuiau localizate, apoi urmărite pentru a li se stabili contactele locale și ulterior arestate. Printre cei urmăriți în general, se remarcă și un nume cu funcție sonoră: generalul Mihail Voicu, fost comandant al Diviziei 14 infanterie.
În 1950 și în 1957 a fost arestat, judecat și condamnat la închisoare pe viață. A fost închis la penitenciarul Gherla, unde a murit în detenție în 1961.

## Decorații
- Ordinul „Coroana României”, în grad de Comandor (27 ianuarie 1942)[2]
- Ordinul „Mihai Viteazul” cu spade, cl. a III-a (4 august 1945)[4]

## Legături externe
- Generals.dk - Mihail Voicu